# Grünthal (Schönsee)
Grünthal ist ein Ortsteil der Stadt Schönsee im Oberpfälzer Landkreis Schwandorf in Bayern.

## Geografische Lage
Grünthal ist ein einzelnes Haus, das am Ausgang des Rosenthales Richtung Schönsee auf der rechten Straßenseite der Staatsstraße 2159 steht. Bei Grünthal mündet der Forellenbach in die Ascha.

## Kultur und Sehenswürdigkeiten
An Grünthal vorbei führt ein Rad- und Wanderweg, der auf der ehemaligen Bahnstrecke Nabburg–Schönsee angelegt wurde. Dieser Radweg ist ein Abschnitt des Bayerisch-Böhmischen Freundschaftsweges von Nabburg nach Horšovský Týn.

## Bilder

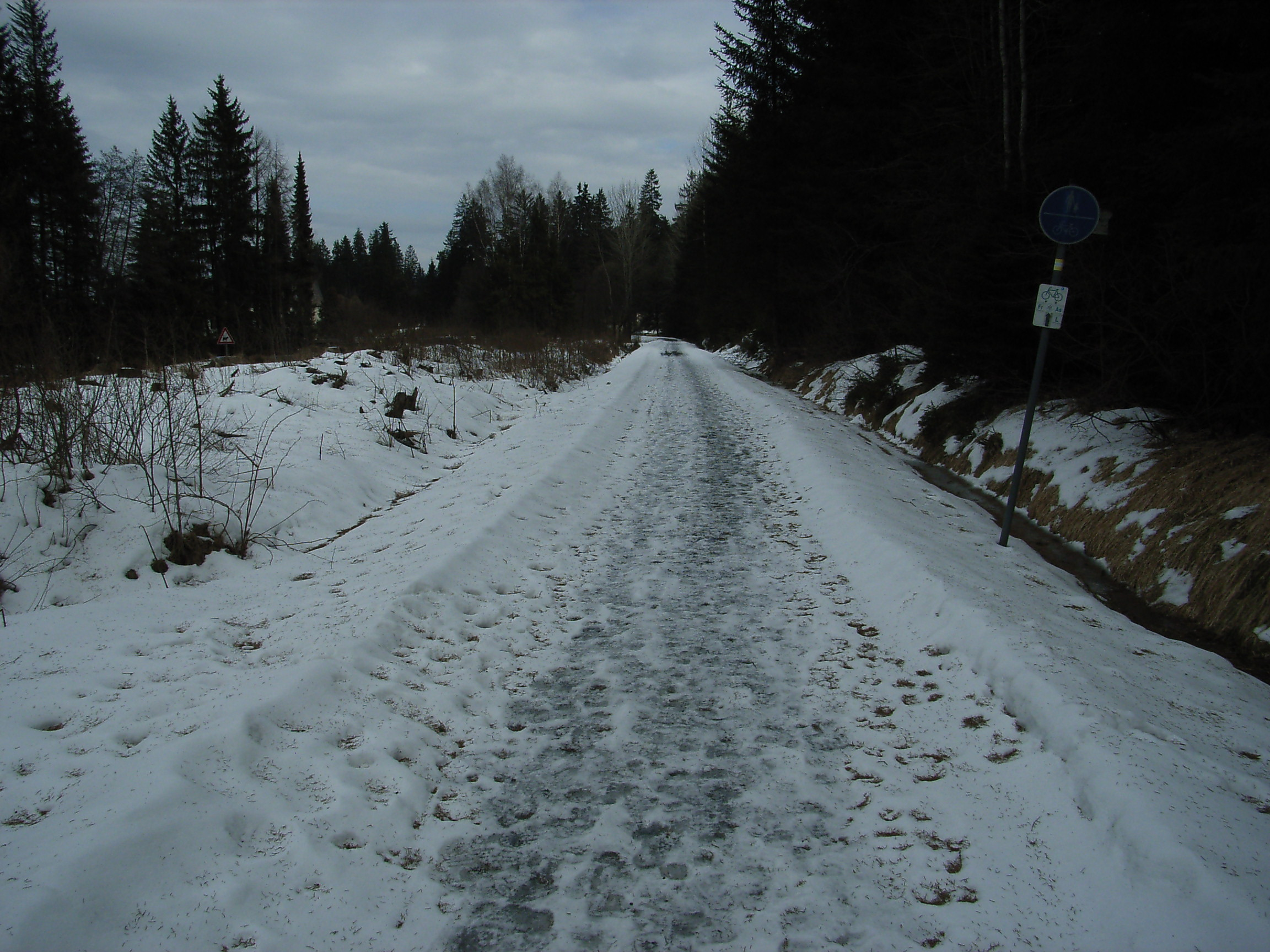
Rad- und Wanderweg auf der ehemaligen Bahntrasse Nabburg-Schönsee bei Grünthal
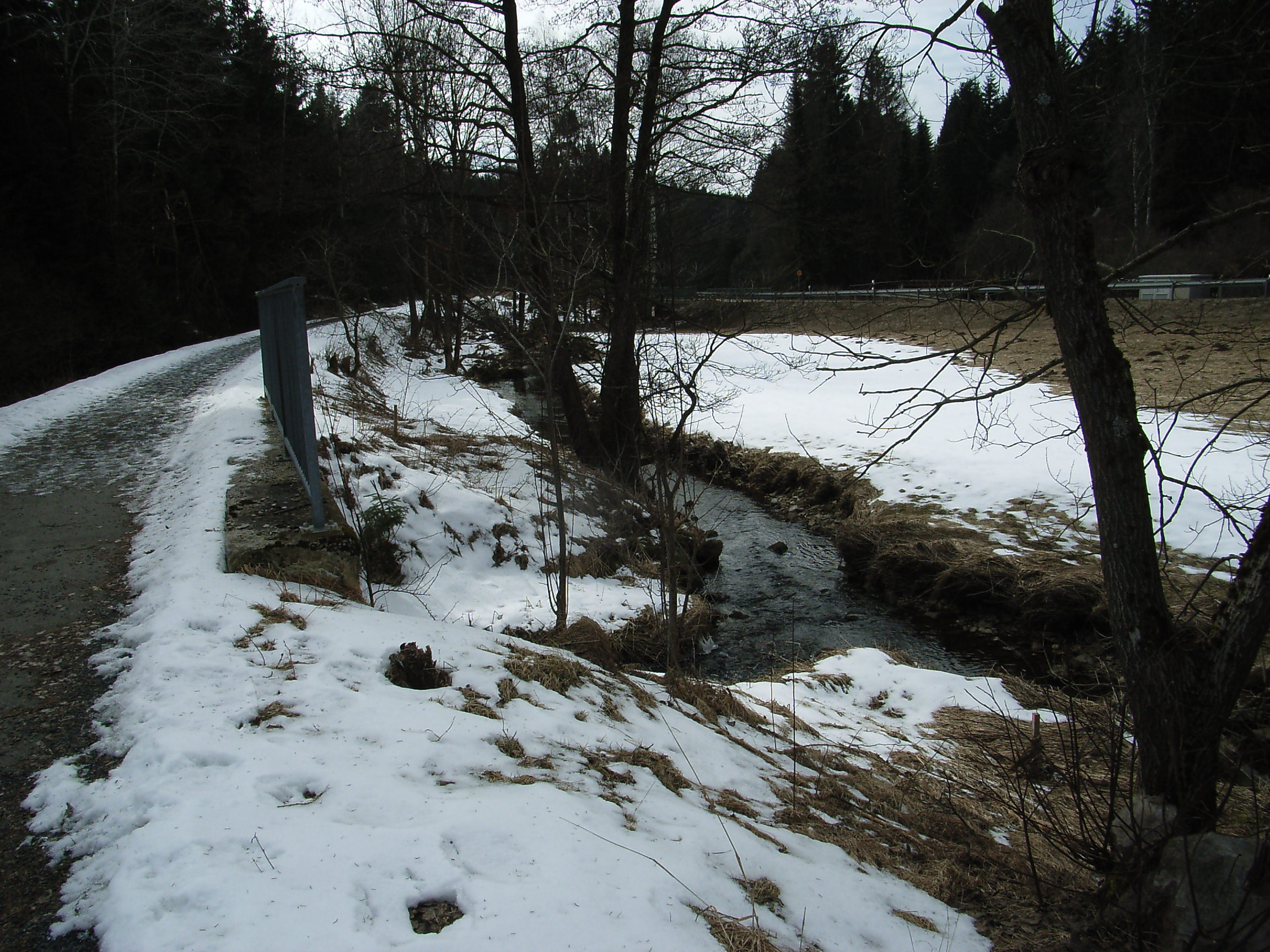
Die Ascha bei Grünthal